# Национално знаме на Северна Ирландия
Националният флаг на Северна Ирландия е почти като знамето на Англия. Върху флага е разположен голям червен кръст. Освен това точно в средата на кръста и знамето има един знак. От 1973 г. насам знамето на Северна Ирландия няма официален статут и не се използва нито от правителството на Северна Ирландия нито от това на Обединеното Кралство. Вместо това Северна Ирландия използва знамето на Обединеното Кралство като официално.